# Vezzano
Vezzano là một đô thị ở tỉnh Trento ở vùng Trentino-Alto Adige/Südtirol của Ý, tọa lạc cách 12 km về phía tây của Trento. As of 31 December 2006, đô thị này có dân số 2.079 người và diện tích là 31,9 km².
Vezzano giáp các đô thị: Molveno, San Lorenzo in Banale, Trento, Terlago, Padergnone và Calavino.